# Svartån, Värmland
För andra betydelser, se Svartån.
Svartån är en vänsterbiflod till Uvån i Värmland. Åns längd är cirka 25 km; flodområdet är cirka 150 km². Svartån rinner upp i Bosjön, 2 mil nordväst om Filipstad, 185 meter över havet, och mynnar i Grässjön, 2 mil söder om Hagfors, 124 meter över havet. Fallhöjden är alltså måttlig, i genomsnitt cirka 2,4 m/km. 
Svartån rinner nästan helt genom skogsområden och löper först söderut mot byn Forshyttan. Men efter byn, inemot en mil från utloppet ur Bosjön, gör ån en skarp krök och strömmar de sista 15 kilometerna åt nordväst i utkanten av Brattforshedens naturvårdsområde. Åns källflöden är Tannsjöälven och Älgsjöbäcken.